# Света Марја
Света Марја (слч. Svätá Mária, мађ. Bodrogszentmária) насељено је мјесто са административним статусом сеоске општине (слч. obec) у округу Требишов, у Кошичком крају, Словачка Република.

## Становништво
| Година:    | 1994. | 2004.   | 2014.   | 2024.    |
| ---------- | ----- | ------- | ------- | -------- |
| Број људи: | 585   | 618     | 572     | 502      |
| Разлика:   |       | +5,64 % | -7,44 % | -12,23 % |

| Година:    | 2023. | 2024.   |
| ---------- | ----- | ------- |
| Број људи: | 509   | 502     |
| Разлика:   |       | -1,37 % |

Према подацима о броју становника из 2011. године насеље је имало 575 становника.